# Song Xiaozong

Song Xiaozong

Song Xiaozong (chinesisch 宋孝宗, auch Hsiao Tsung; persönlicher Name Tsao Shen; * 27. November 1127; † 28. Juni 1194) war der 11. Kaiser der Song-Dynastie des Chinesischen Kaiserreichs. Er regierte von 1162 bis zu seiner Abdankung im Jahr 1189.

## Leben
Der Geburtsname des späteren Song-Kaisers Xiazong lautete Zhao Bocong. Er war der zweite Sohn von Zhao Zicheng († 1143), einem Cousin sechsten Grades von Kaiser Gaozong. Da die Truppen der  über das Volk der Jurchen herrschenden Jin-Dynastie 1127 Kaifeng, die Hauptstadt des Song-Reichs, erobert und dabei Kaiser Qingzong sowie zahlreiche weitere Mitglieder der Herrscherfamilie in die Gefangenschaft abgeführt hatten, ferner auch der einzige Sohn des nach diesem Ereignis auf den Thron gekommenen Gaozong im Kleinkindalter verstorben war, ließ Gaozong nach anderen lebenden Mitglieder des Kaiserhauses fahnden. Hierbei wurde der spätere Kaiser Xiaozong entdeckt und im April 1160 vom regierenden Kaiser Gaozong als Adoptivsohn angenommen. Im Juli 1162 stieg er zum Kronprinzen auf und änderte nun seinen Namen in Tsao Shen. Bereits am 24. Juli 1162 dankte Gaozong zugunsten von Xiaozong ab, der dadurch im Alter von 35 Jahren neuer Kaiser wurde. Allerdings übte Gaozong weiterhin großen politischen Einfluss aus.
Nach seiner Regierungsübernahme ernannte Xiaozong mehrere Befürworter einer Wiederaufnahme des Kriegs gegen die Jurchen zu hohen Hofämtern und Militärbefehlshabern. Aufgrund von Nachrichten über eine Palastrevolte und Unruhen im Jin-Reich beschloss der Kaiser, durch eine Erneuerung des Krieges gegen das Jin-Reich verlorene Territorien zurückzuerobern. Ein erster Angriff führte zu schweren Verlusten der Armee der Song. Daraufhin kam es zwei Jahre lang zu gelegentlichen Gefechten im Tal des Huai He; es gelang dem kaiserlichen Heer aber nicht, nördlich dieses Flusses vorzustoßen. Zur Beendigung des militärischen Patts schloss Xiaozong 1165 einen neuen Friedensvertrag mit der Jin-Dynastie. Der Grenzverlauf blieb zwar gleich, doch erreichte der Kaiser eine Herabsetzung der jährlichen Zahlungen an die Jin sowie eine Abschüttelung der formellen Oberhoheit des Jin-Kaisers. Xiaozong war nun nicht mehr dessen Vasall, sondern wurde als „Neffe“ des Jin-Kaisers bezeichnet. Nach dem Friedensschluss wurde auch wieder Handel zwischen den beiden Reichen getrieben. Die Song importierten u. a. Pferde und Arzneimittel wie Ginseng aus dem Jin-Reich.
Während seiner weiteren Regierungszeit hielt Xiaozong den Frieden mit den Jin aufrecht und konsolidierte das Reich der südlichen Song-Dynastie. Es gab nun fast keine Unruhen und heftigen Machtkämpfe mehr, die während der Herrschaft seines Adoptivvaters oft aufgetreten waren. Wegen des Fortbestands des Friedens erlebte das Reich einen wirtschaftlichen Aufschwung. Handelsmissionen wurden auch zu einer Reihe von Hafenstädten des Indischen Ozeans ausgeschickt. Xiaozong, der für die postume Rehabilitierung des bedeutenden Feldherrn Yue Fei sorgte, verfolgte eine Politik sparsamer öffentlicher Ausgaben und steigerte so die Prosperität des Staats. Diese Zeit der inneren Stabilität, die der Entwicklung der Intellektualität förderlich war, brachte viele Gelehrte. Dichter und Philosophen hervor. So übte der Dichter Fan Chengda die Funktion eines hohen Regierungsbeamten aus und weilte u. a. 1170 als Gesandter bei den Jin.
Als Gaozong 1187 starb, trauerte Xiaozong sehr um seinen Adoptivvater und beschloss nach dessen Vorbild, am 18. Februar 1189 seinerseits zugunsten seines eigenen Sohns Guangzong abzudanken. Dennoch besaß er auf die Regierungsgeschäfte nach wie vor bedeutenden Einfluss. Seine Schwiegertochter, die Kaiserin Li Fengniang, soll aber versucht haben, ihren Gatten Guangzong von seinem Vater Xiaozong fernzuhalten. Als Letzterer 1194 krank wurde, wollte ihn sein kaiserlicher Sohn nicht besuchen. Xiaozong starb am 28. Juni 1194 im Alter von 66 Jahren und wurde im Jongfu-Mausoleum im heutigen Shaoxing beigesetzt. Kaiser Guangzong nahm an den Begräbnisfeierlichkeiten für seinen Vater nicht teil.